# Застава Кине
Застава Кине (кин: 五星红旗) се састоји од црвеног поља и пет звезда од којих је једна већа и четири мање једнаке величине. Застава је уједно и службена застава Хонгконга и Макаоа. Усвојена је 1949. године.